# Hugo Bürkner
Leopold Hugo Bürkner, född den 24 augusti 1818 i Dessau, död den 17 januari 1897 i Dresden, var en tysk träsnittskonstnär och raderare. 
Bürkner kom 1837 till Düsseldorf och flyttade 1840 till Dresden, vid vars konstakademi han 1846 blev lärare och 1855 professor i träsnittskonst. Bürkner inrättade i Dresden en xylografisk ateljé. Genom honom fick det tyska träsnittet en karaktär, som påminner om Dürers kraftfulla manér.